# Marcello Gandini

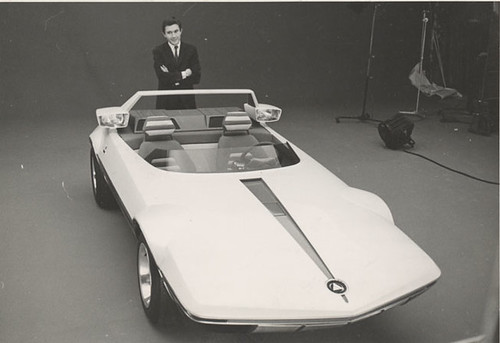
Marcello Gandini bij de Autobianchi A112 Runabout uit 1969

Marcello Gandini (Turijn, 26 augustus 1938 – Rivoli, 13 maart 2024) was een Italiaanse autodesigner bekend door zijn ontwerpen bij het Italiaanse ontwerpbureau Bertone, waaronder de Lamborghini Miura en de Lancia Stratos. Hij behoort samen met Giorgetto Giugiaro en Leonardo Fioravanti, beiden eveneens geboren in 1938, tot de grote drie Italiaanse designers uit de jaren zeventig.

## Loopbaan
Vanaf het einde van de jaren vijftig werkte Gandini als industrieel ontwerper in Italië, aanvankelijk zonder enige link met de auto-industrie. In 1963 benaderde hij Nuccio Bertone, hoofd van het gelijknamige ontwerpbureau, voor een job. Giorgetto Giugiaro, toenmalig hoofdontwerper bij Bertone, kantte zich echter tegen zijn aanwerving. Toen Giugiaro in 1965 Bertone verliet werd Gandini aangenomen en werkte hij veertien jaar voor het bedrijf als hoofd van de ontwerpafdeling. Hij was er verantwoordelijk voor het ontwerp van conceptwagens en de bouw van prototypes.
Gandini ontwierp er de iconische Lamborghini Miura en de extreme Lamborghini Countach, maar ook vele praktische auto's zoals de Fiat 132, de Citroën BX en de eerste generatie van de BMW 5-serie. Hij was de bedenker van de schaardeuren, voor het eerst gebruikt bij het Alfa Romeo 33 Carabo prototype. Ook de Lancia Stratos werd door hem ontworpen.
In 1980 verliet hij Bertone en richtte zijn eigen ontwerpstudio Marcello Gandini Design op in de buurt van Turijn. In de jaren tachtig werkte hij vaak samen met Alejandro de Tomaso, destijds eigenaar van de sportwagenmerken De Tomaso en Maserati. Gandini ontwierp een aantal carrosserieën voor beide merken, maar om budgetredenen bleef het vaak beperkt tot het actualiseren van een bestaand concept. Zo ontwikkelde hij bijvoorbeeld de Maserati Shamal op basis van de Maserati Biturbo en hertekende hij voor modeljaar 1990 de carrosserie van de De Tomaso Pantera die twintig jaar eerder door Tom Tjaarda was ontworpen. De Maserati Quattroporte IV en de De Tomaso Biguà waren wel volledig nieuwe ontwerpen. Typisch voor de ontwerpen van Gandini in de jaren negentig waren de afgeknotte achterste wielkasten.
Als freelance ontwerper houdt hij zich niet langer uitsluitend bezig met auto's maar ook met architectuur, het ontwerp van een nachtclubinterieur en de styling van de Heli-Sport CH-7 helikopter.
Gandini overleed op 13 maart 2024 op 85-jarige leeftijd.

## Ontwerpen
De volgende auto-ontwerpen zijn van de hand van Gandini:
- Alfa Romeo Montreal
- Alfa Romeo 33 Carabo
- Alfa Romeo Navajo
- Autobianchi A112
- Autobianchi A112 Runabout
- Jaguar Pirana
- Bugatti EB110 SS (prototypes)
- BMW 5-Serie (eerste generatie)
- BMW Garmish
- Citroën BX
- Citroën GS Camargue
- Cizeta-Moroder V16T
- De Tomaso Biguà (Qvale Mangusta)
- De Tomaso Pantera SI
- De Tomaso Pantera 'Prossima Generazione'
- Dino/Ferrari 308 GT4
- Ferrari Rainbow
- Fiat 132
- Fiat X1/9
- Iso Lele
- Iso Grifo 90
- Iso Grifo 96
- Jaguar Ascot
- Lamborghini Bravo
- Lamborghini Countach
- Lamborghini P140
- Lamborghini Diablo (prototypes)
- Lamborghini P147 Acosta
- Lamborghini Espada
- Lamborghini Jarama
- Lamborghini Miura
- Lamborghini Urraco
- Lamborghini Marzal
- Lancia Stratos Zero
- Lancia Stratos
- Lancia Sibilo
- Maserati Khamsin
- Maserati Ghibli II (1992-1997)
- Maserati Quattroporte II (1974–1978) en IV (1994–2001)
- Maserati Shamal
- Maserati Chubasco
- Maserati Biturbo (eerste en tweede facelift)
- Nissan AP-X
- NSU Trapeze
- Renault 5 Turbo
- Renault 5 Supercinq
- Renault Magnum
- TaMo Racemo
- Stola S81 Stratos
- Stola S86 Diamante
- Volvo Tundra

## Fotogalerij

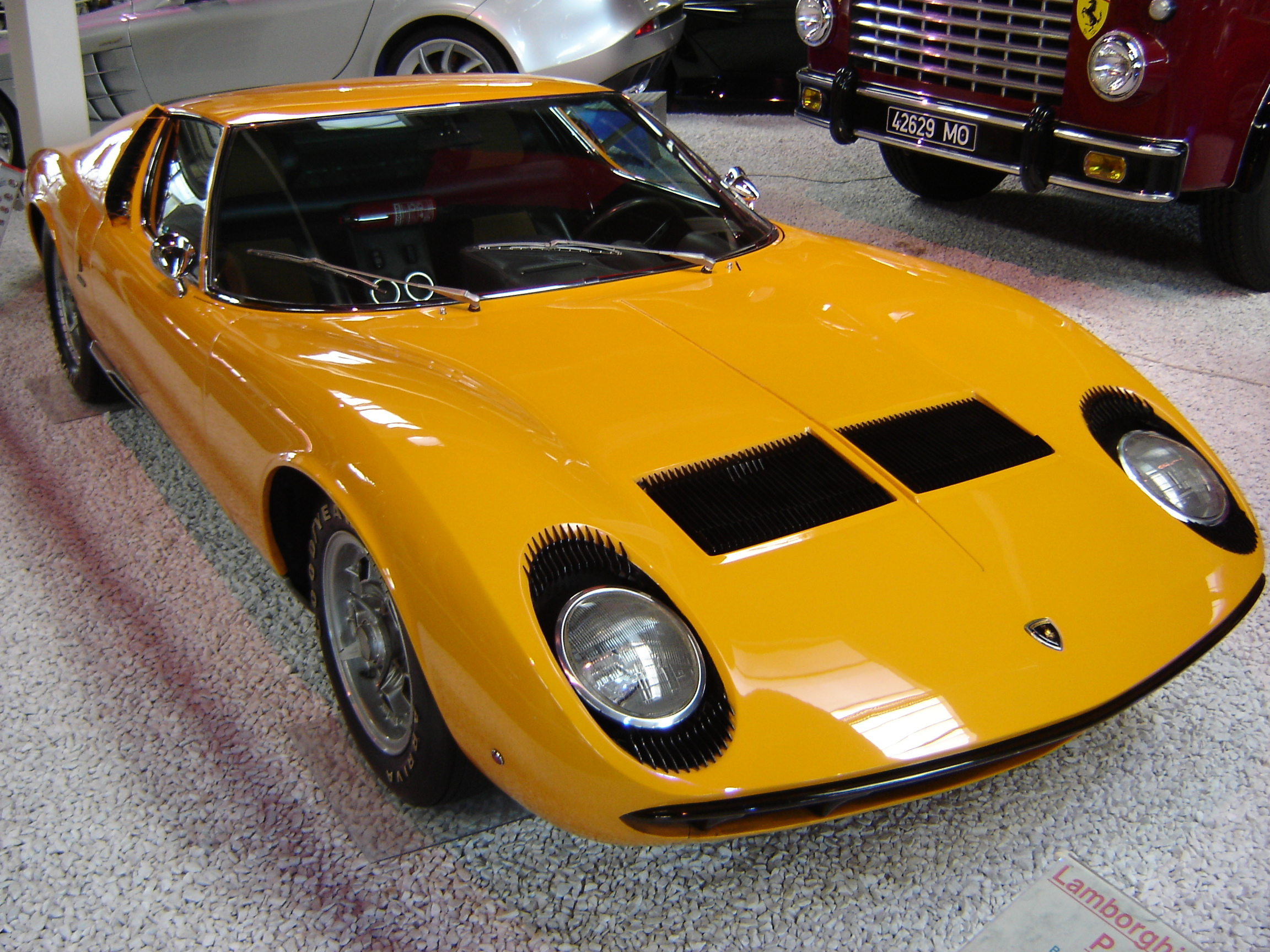
Lamborghini Miura S (1966)
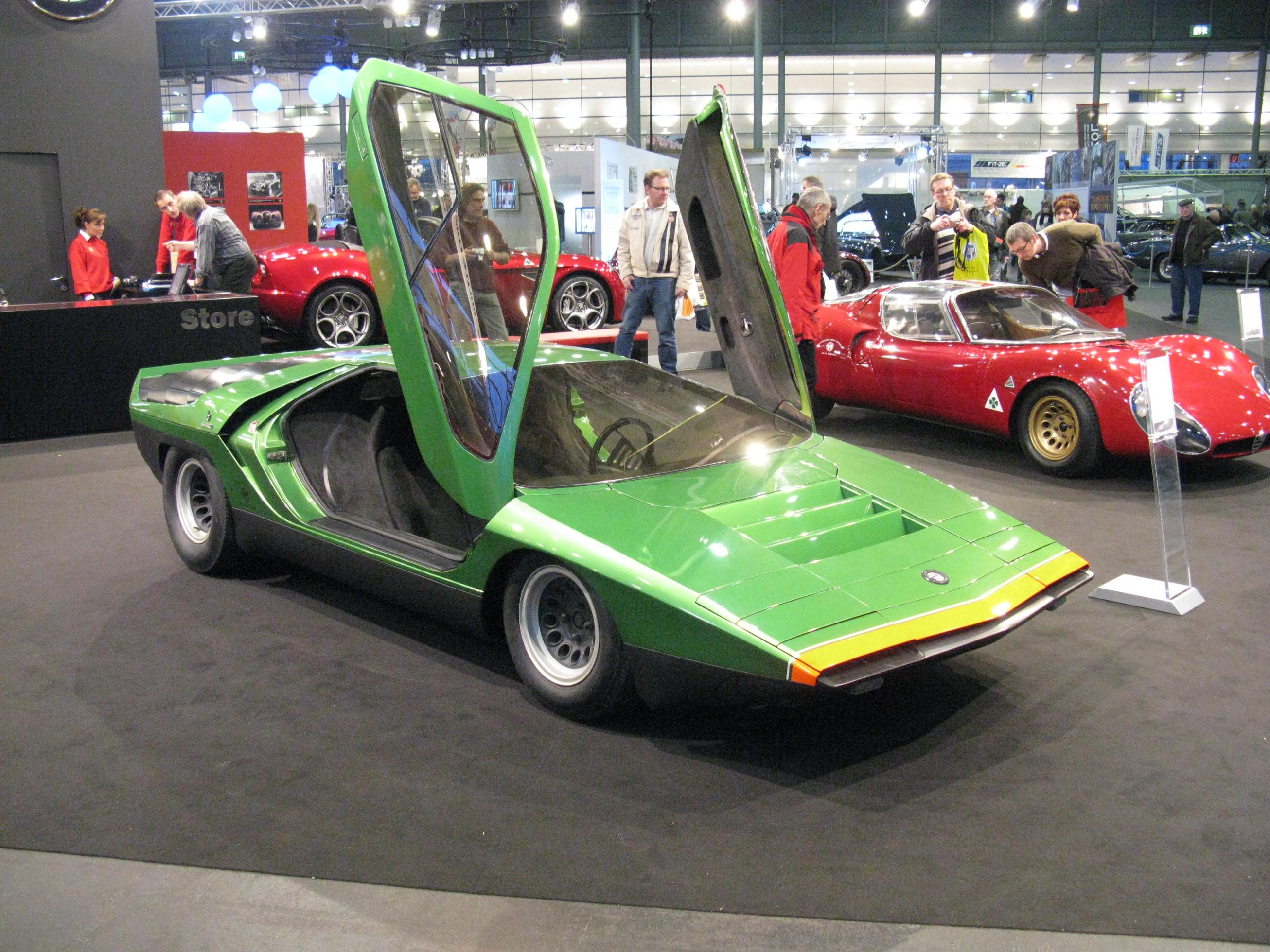
Alfa Romeo Carabo (1968)
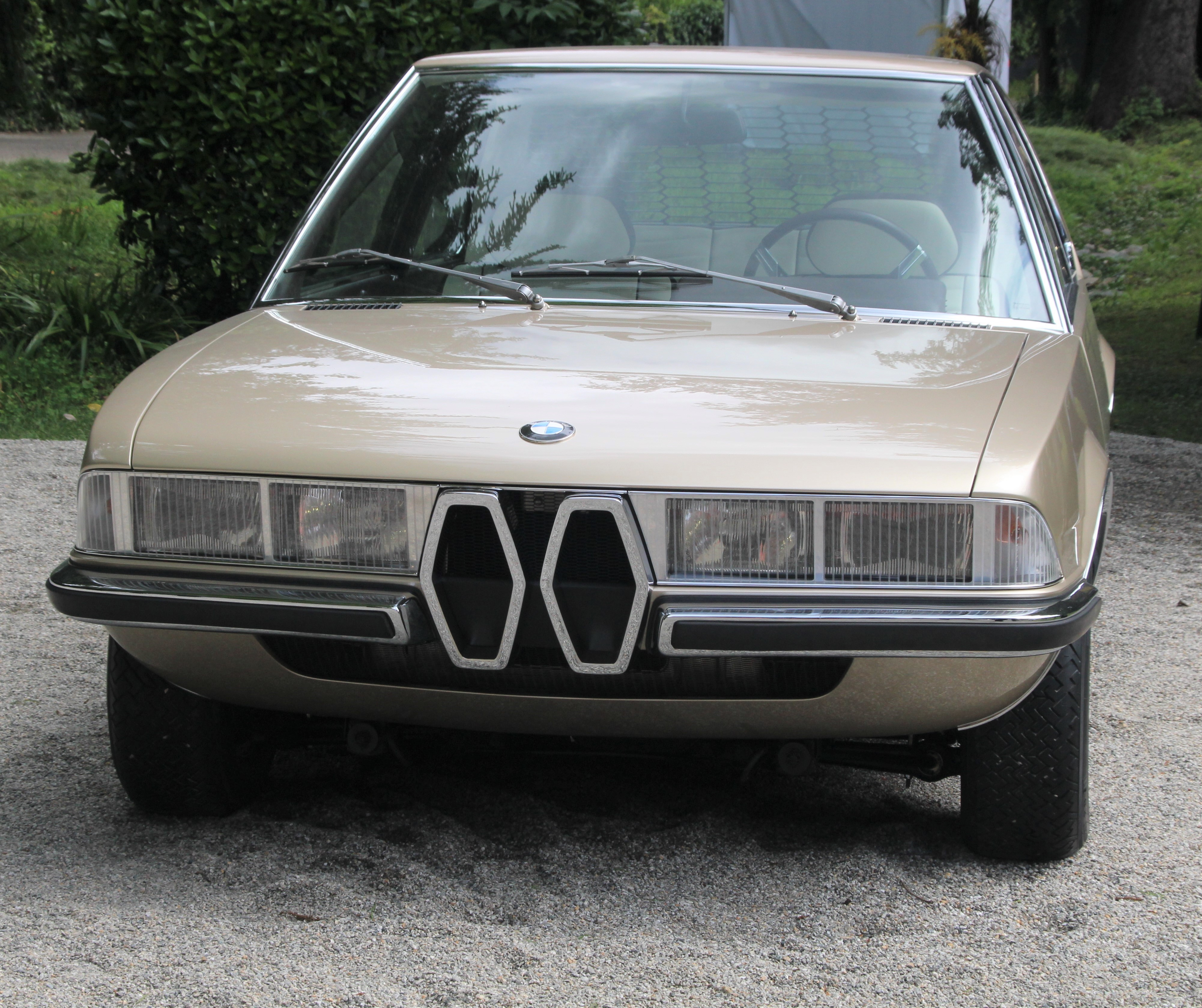
BMW Garmisch (1970)
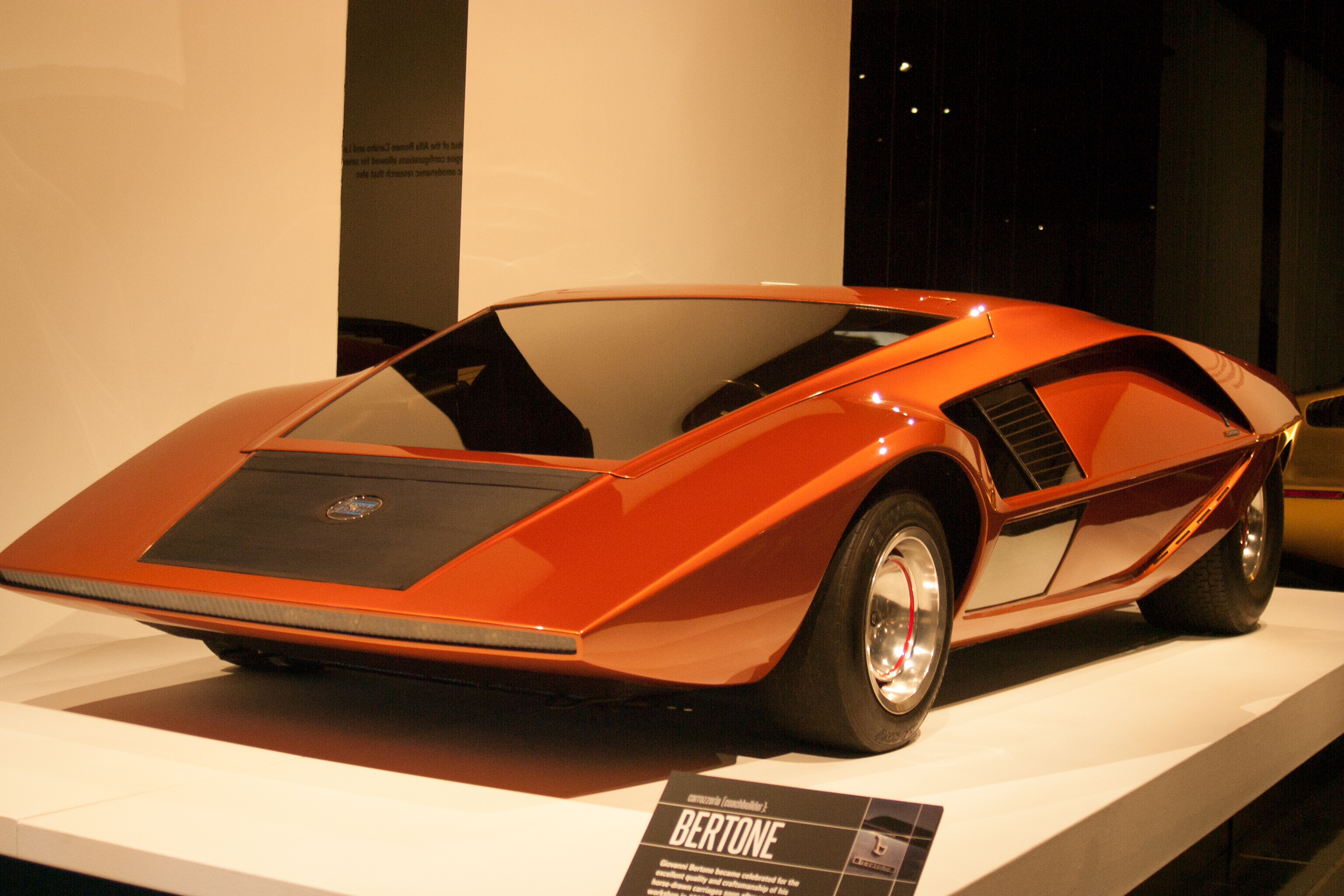
Lancia Stratos Zero (1970)
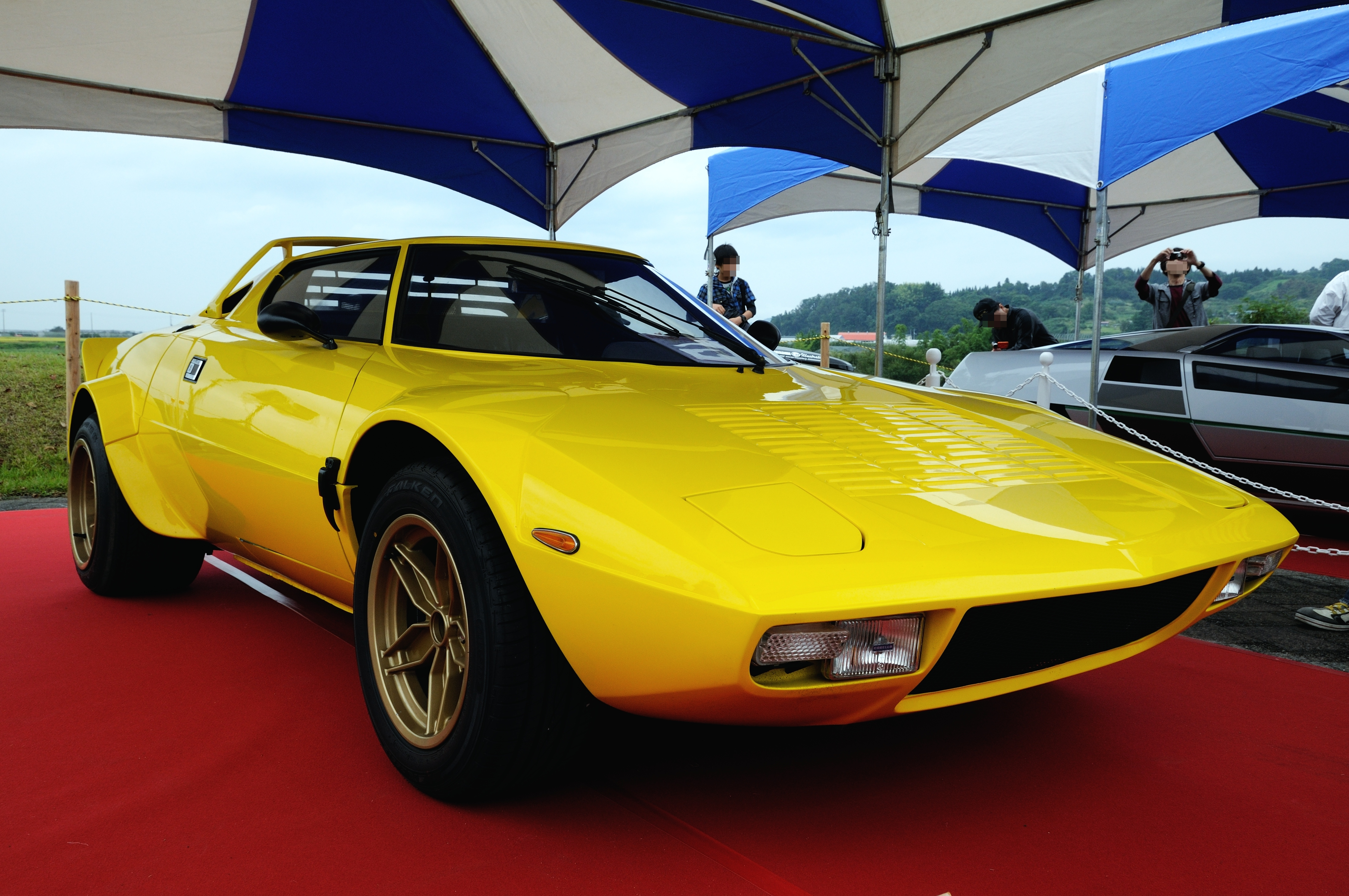
Lancia Stratos (1971)
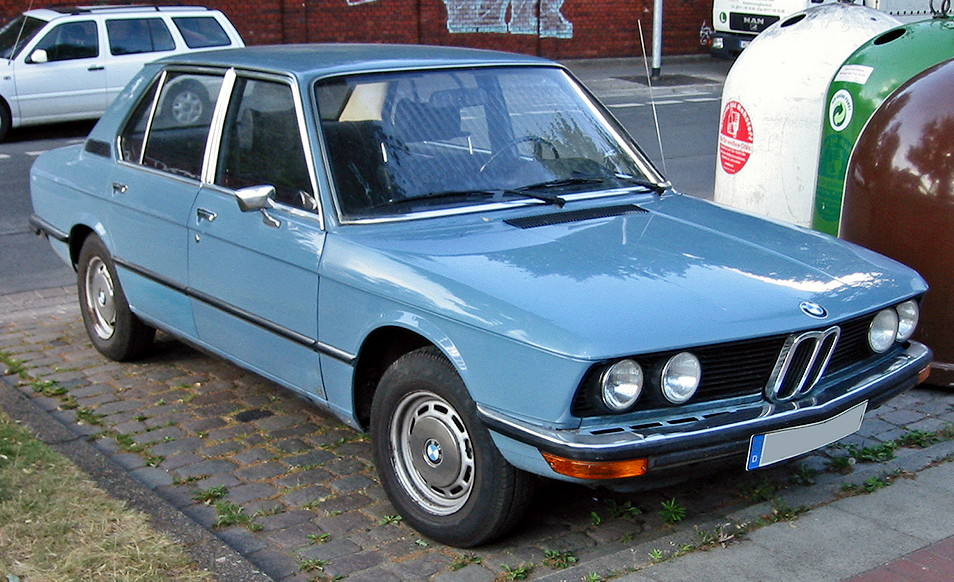
BMW 5-serie, eerste generatie (1972)
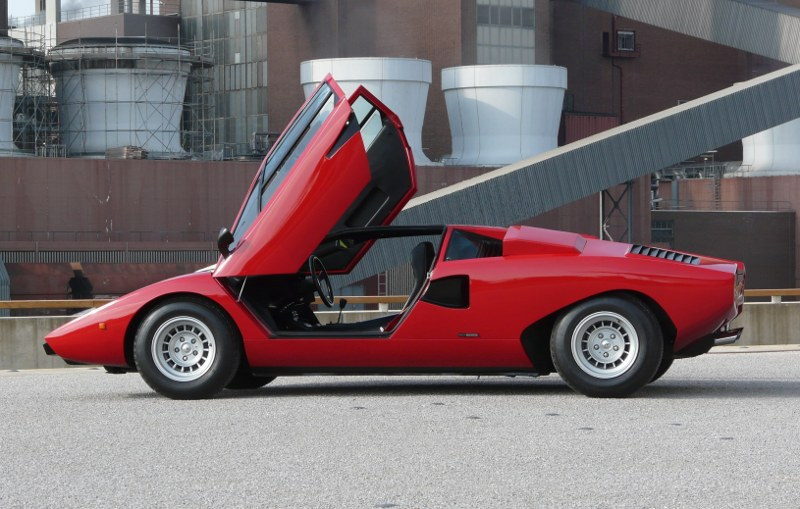
Lamborghini Countach LP400 (1974)
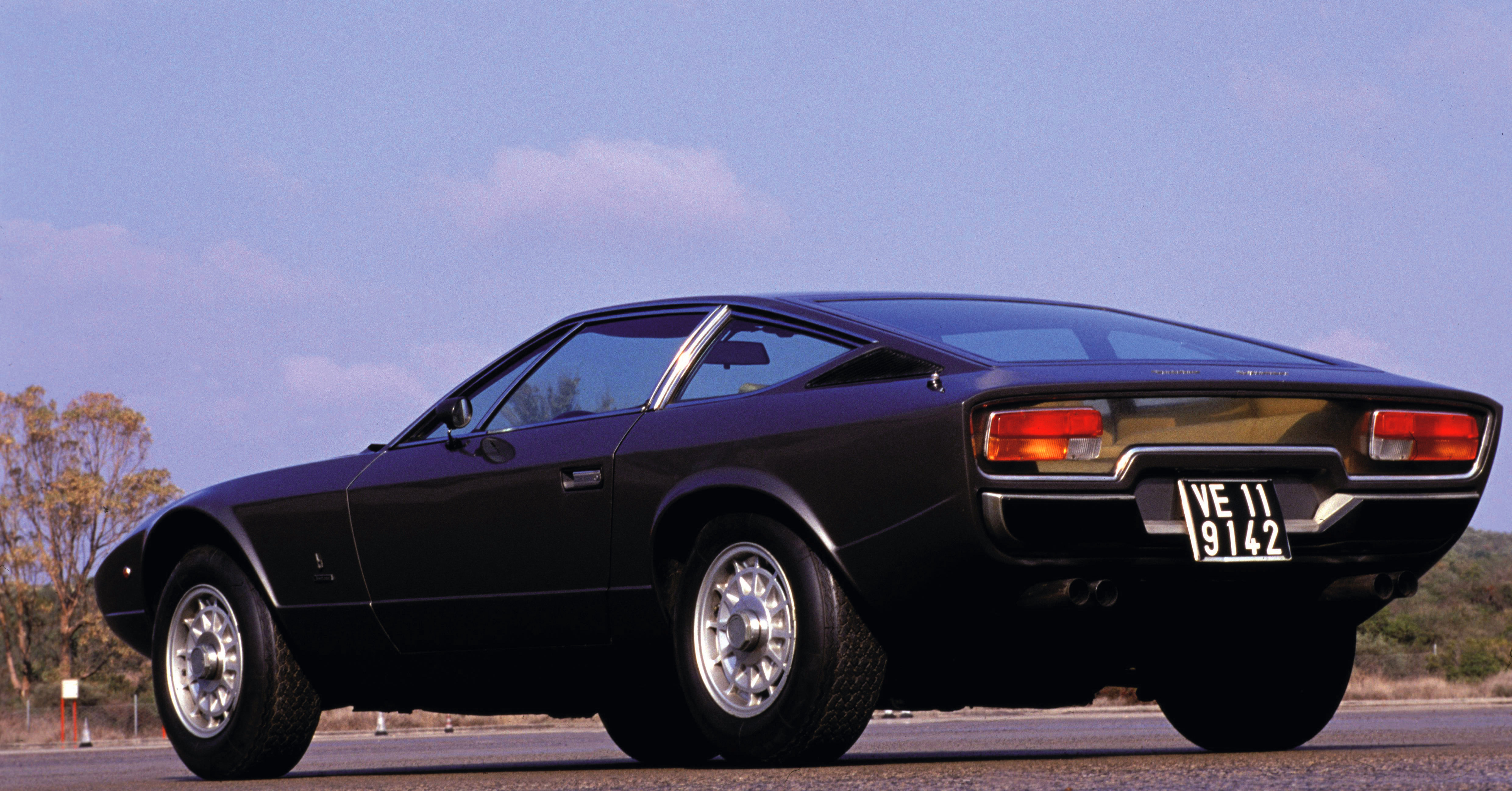
Maserati Khamsin (1974)
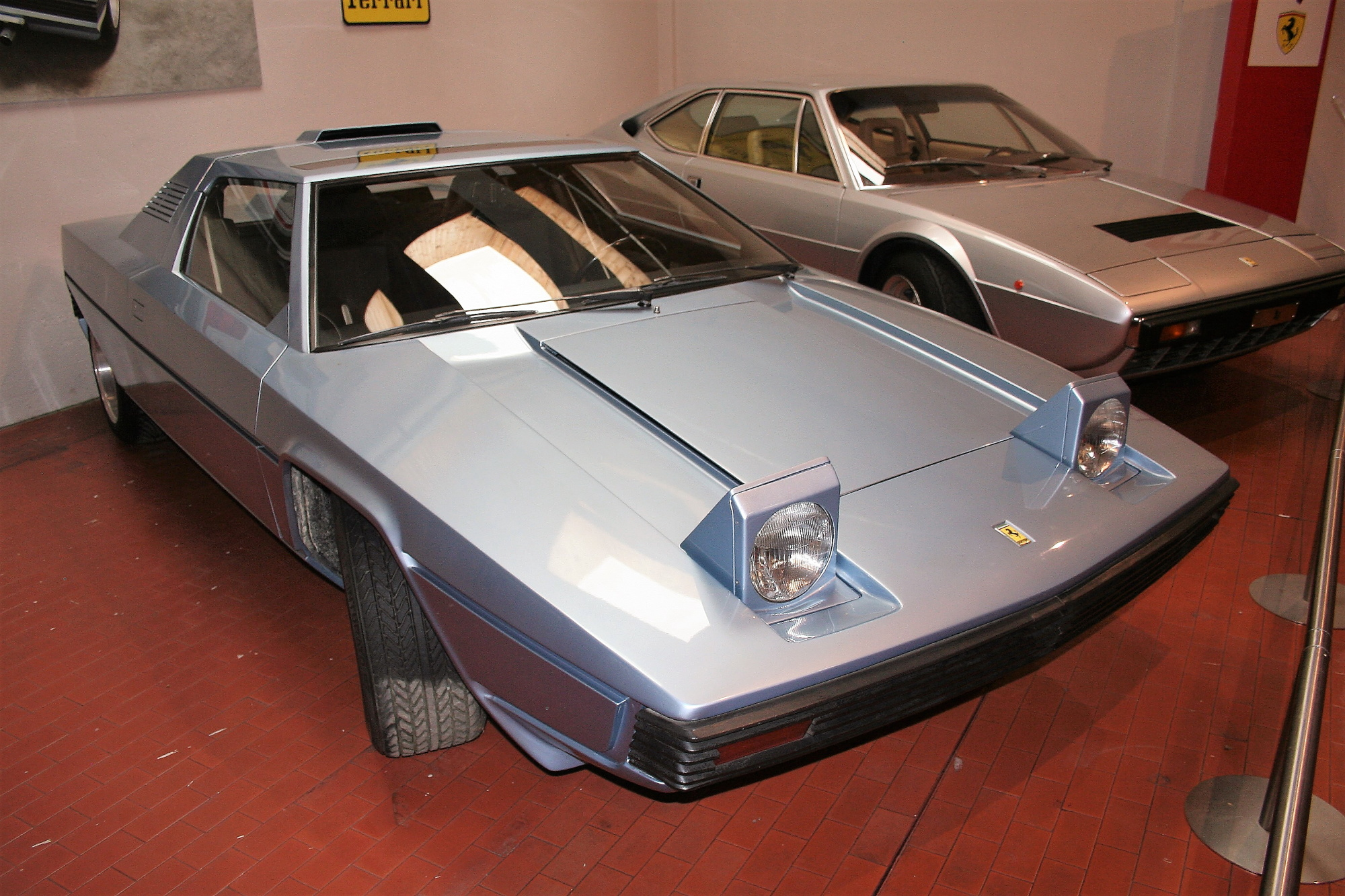
Ferrari Rainbow (1976)
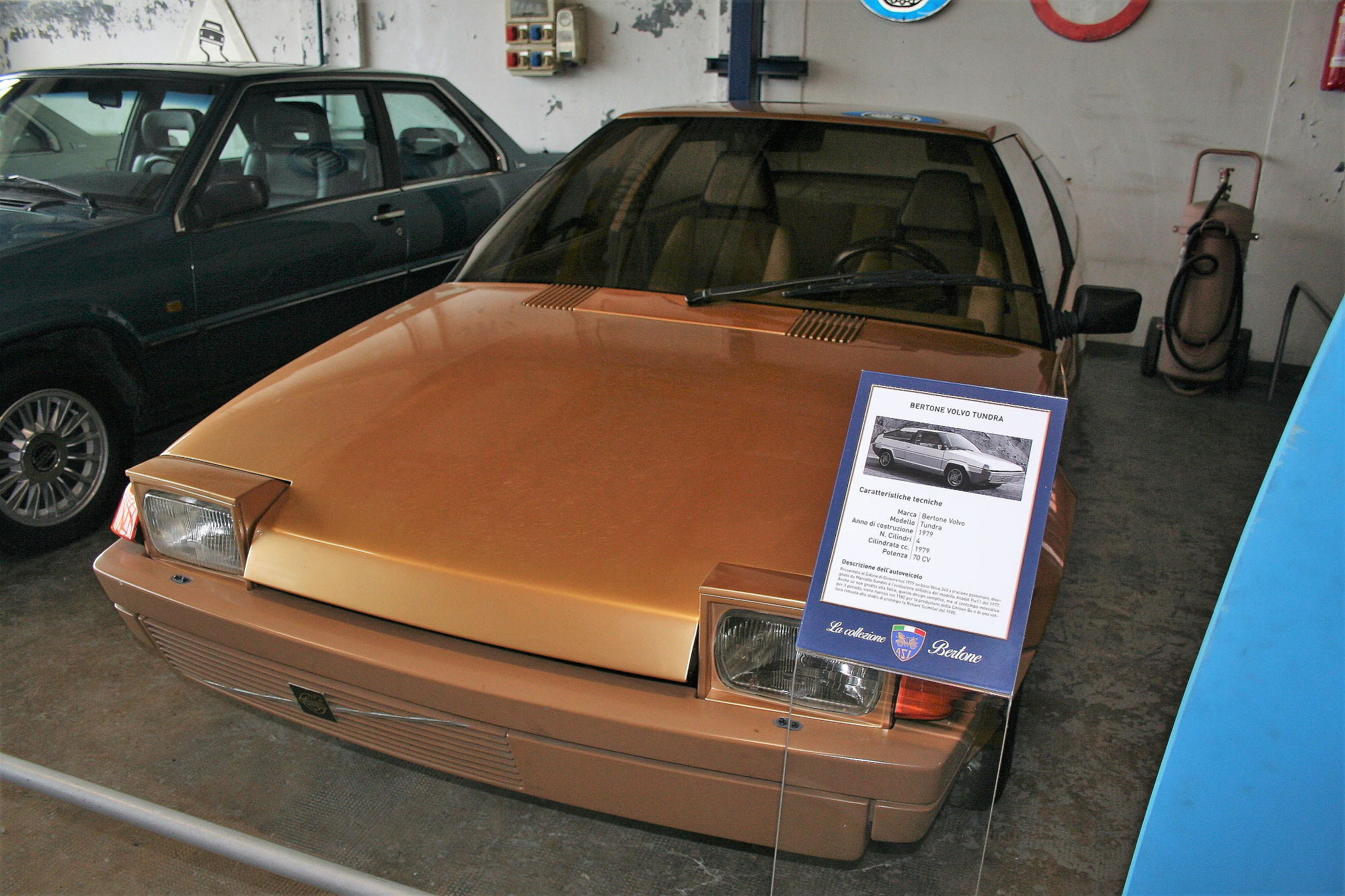
Volvo Tundra (1979)
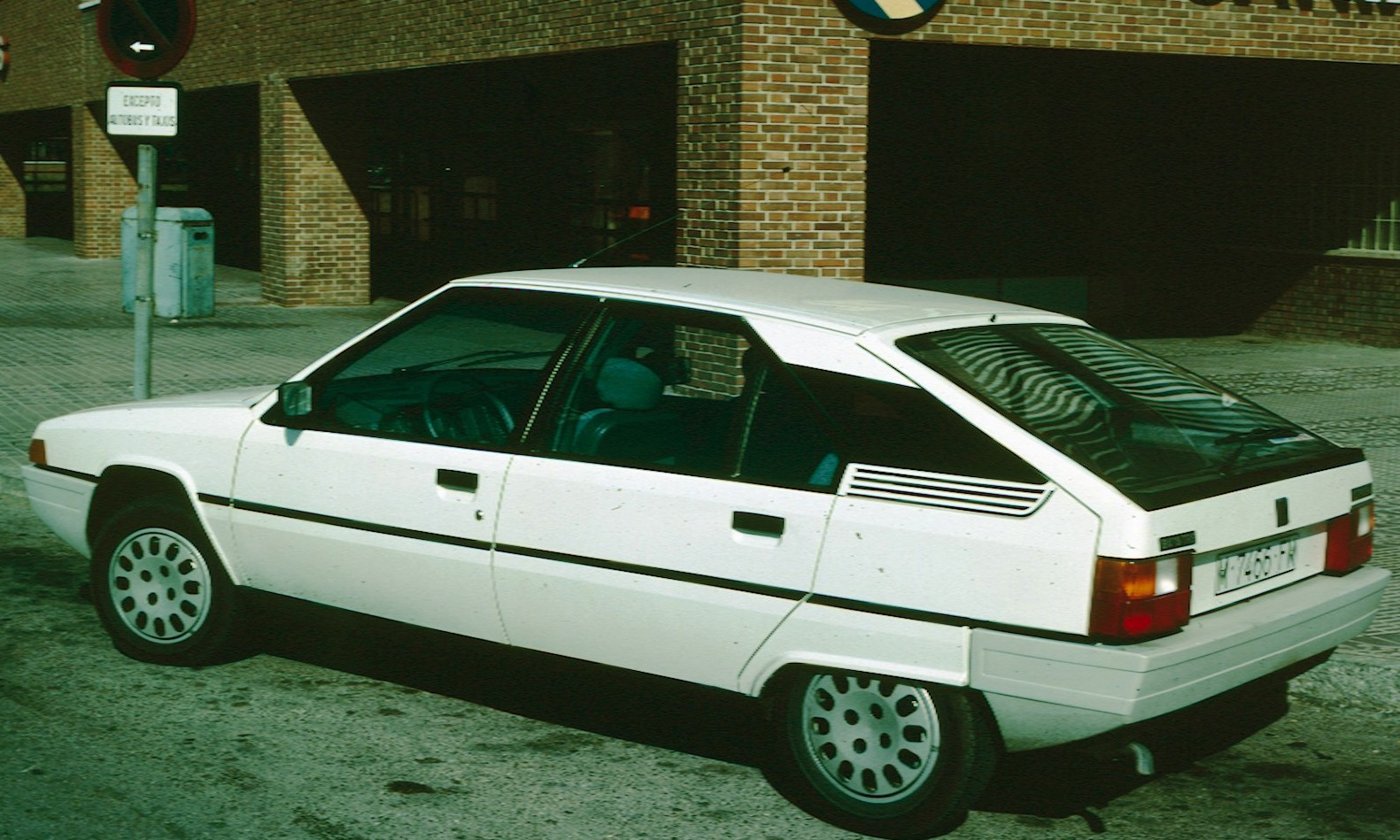
Citroën BX (1982)
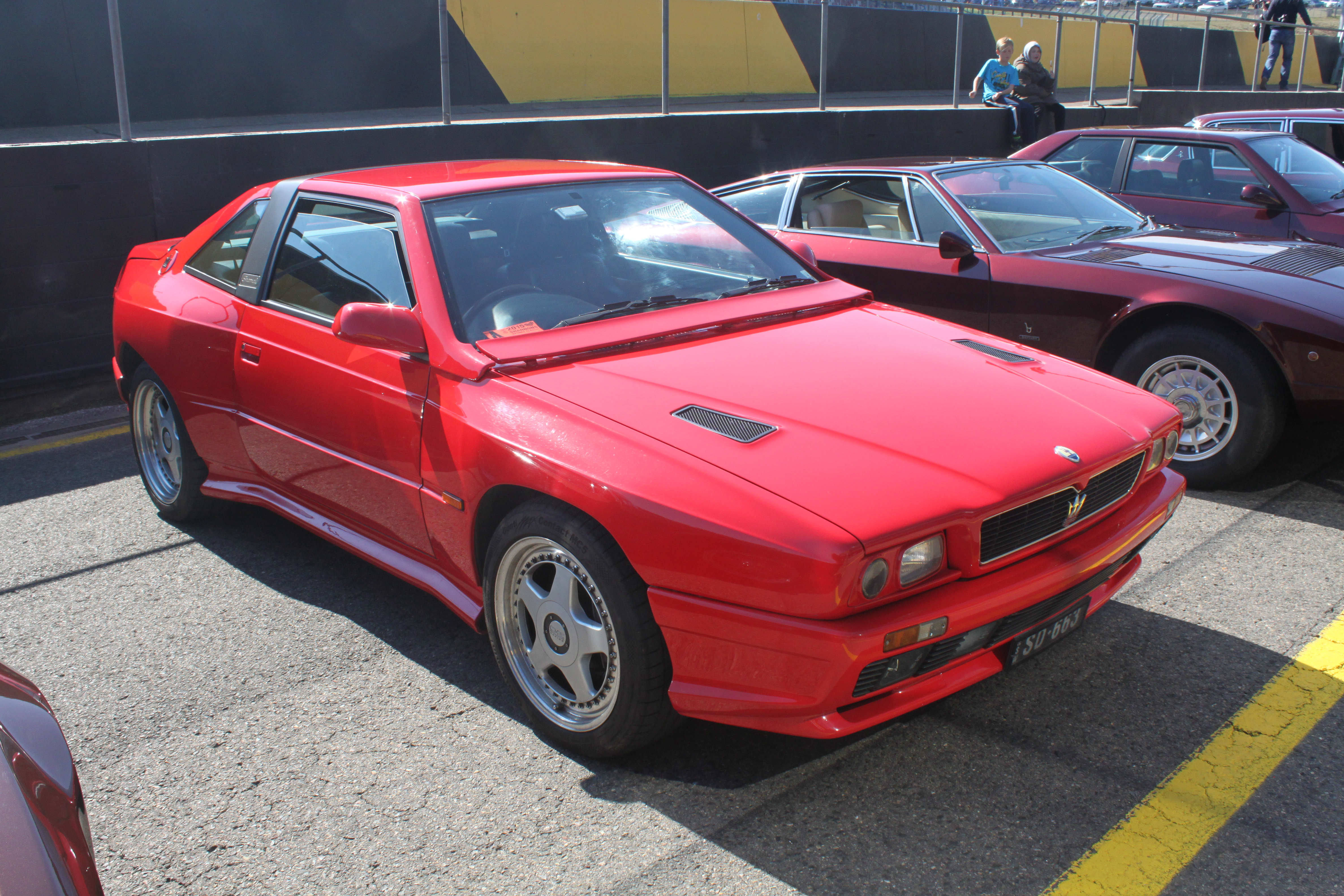
Maserati Shamal (1990)
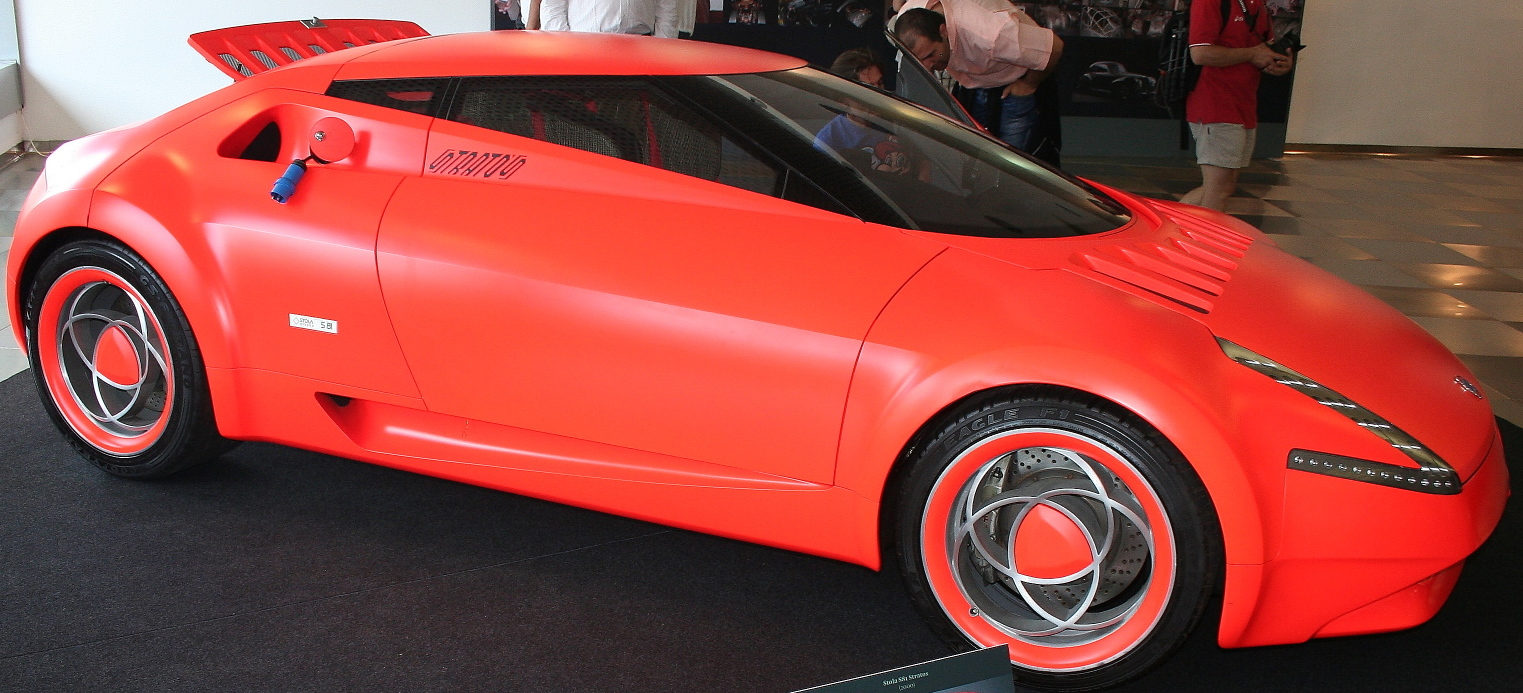
Stola S81 Stratos (2000)
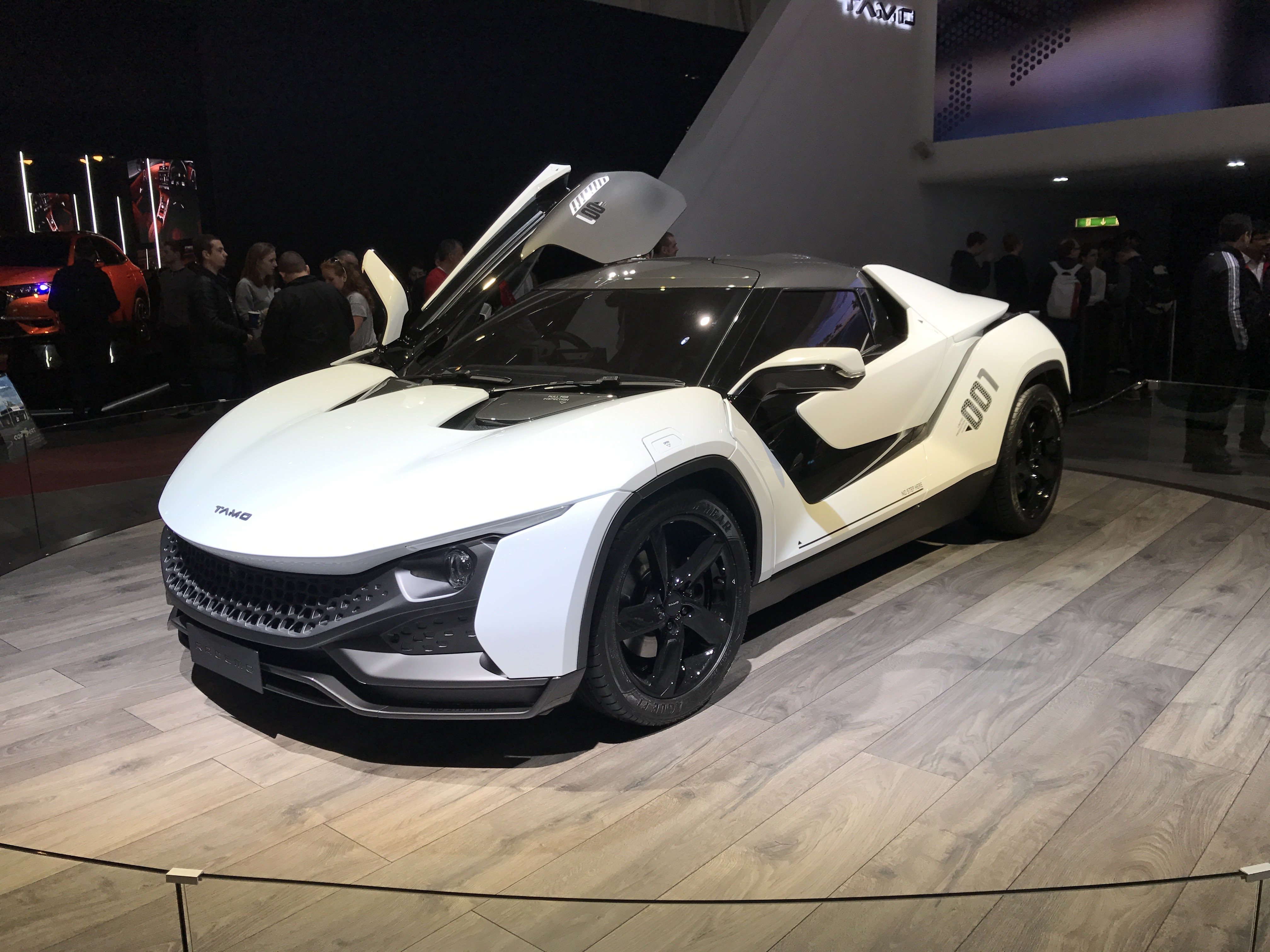
TaMo Racemo (Tata Motors, 2017)